# 관매도
관매도(觀梅島)는 진도군 조도면에 속해 있는 섬이다. 진도 본섬의 남서쪽 끝 진도항(팽목항)에서 배를 타고 남서쪽으로 24km 거리에 있으며, 다도해해상국립공원으로 지정고시된 조도 6군도 중에 대표적인 절경의 집산지다. 이 섬의 남서쪽에는 특정도서로 지정하여 관리되고 있는 병풍도가 있다.
이 섬에는 천연기념물 제212호로 지정된 진도 관매도 후박나무가 있으며 사계절 낚시터로도 유명하다. 특산물로는 자연산 돌미역, 멸치, 꽃게, 우럭, 농어, 돔 등이 있다. 1박 2일에서 방문한 적이 있다.
관매도의 상징이자 관매 8경을 이루고 있는 섬 중의 하나인 방아섬(남근바위)에는 선녀들이 내려와 방아를 찧다 올라가곤 했다는 전설이 내려온다.

## 같이 보기
- 관호항